# منتخب المكسيك لكرة السلة للسيدات
منتخب المكسيك الوطني لكرة السلة للسيدات (بالإسبانية: Selección femenina de baloncesto de México) هو ممثل المكسيك الرسمي في المنافسات الدولية في كرة السلة للسيدات.